# آیبانز
آیبانز یک برند گیتار متعلق به شرکت هوشینو گاکی است. نخستین گیتارهای تولید انبوه هفت سیمه و هشت سیمه با این برند عرضه شدند.

## شرکتآیبانز
شرکت آیبانز در سال ۱۹۵۷ در ناگویای ژاپن، با تولید گیتار کلاسیک وارد عرصهٔ تولید محصولات موسیقی شد. بعدها با پیشرفت شرکت سبد محصولات شرکت ایبانز گسترده‌تر شده و تولید گیتار الکتریک، گیتار باس، ماندولین، پیانو، ویولون، ساکسیفون، ترومپت و انواع لوازم جانبی گیتار به محصولات شرکت اضافه شد.
همچنین نوازندگان مطرحی چون جو ستریانی، استیو وای، مایک تامسون، پل گیلبرت و … از گیتارهای آیبانز اختصاصی خودشان استفاده می‌کنند.

## محصولات

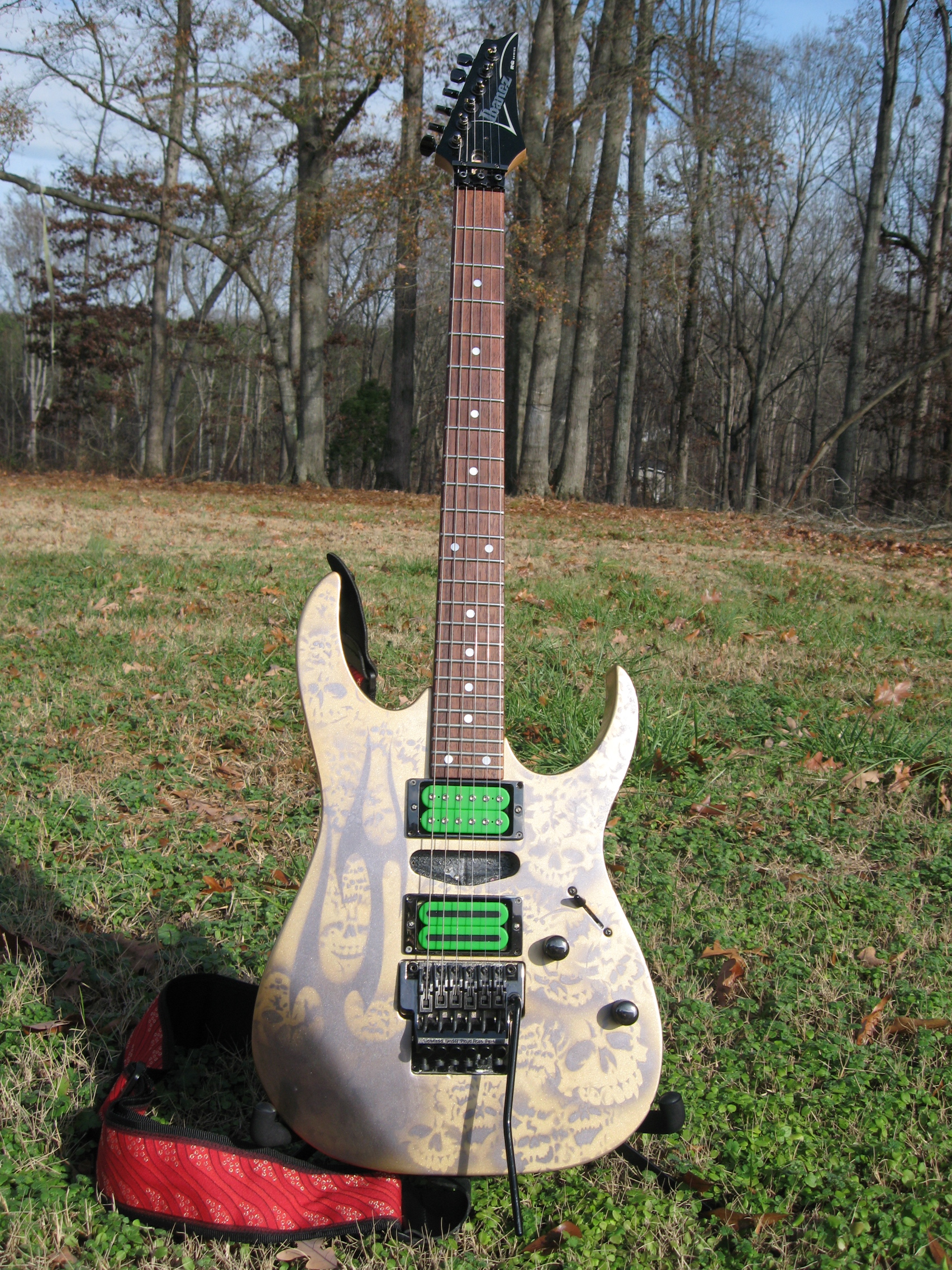
طرح سال 97 - RG570

شرکت ایبانز از زمان تأسیس تاکنون تغییرات زیادی را در سبد محصولات خود ایجاد کرده، ولی هم‌اکنون تولیدات شرکت به لیست زیر محدود هستند.
گیتار کلاسیک
گیتار آکوستیک
گیتار الکترو آکوستیک
گیتار فلامنکو
گیتار الکتریک
گیتار باس
ماندولین
امپ گیتار
افکت صوتی گیتار مانند دیستروشن (موسیقی)
تیونر
پیک (مضراب)
انواع کیف و کیس و بند گیتار

## تولیدات گیتار الکتریک
سری RG Prestige

سری RG Tremolo

سری GRG

سری RG Fixed

سری S

سری SZ

سری X

سری GAX

سری ARTCore
و گیتارهای سیگنچر (نوازندگان معروف) که در پایین اسامی آن‌ها آورده شده‌است.

## نوازندگان گیتارالکتریک
جو ستریانی با سری اختصاصی JS
استیو وای با سری اختصاصی JEM
پل گیلبرت با سری اختصاصی PGM
مایک تامسون با سری اختصاصی MTM
Noodles با گیتار اختصاصی NDM
Andy Timmons با گیتار اختصاصی AT

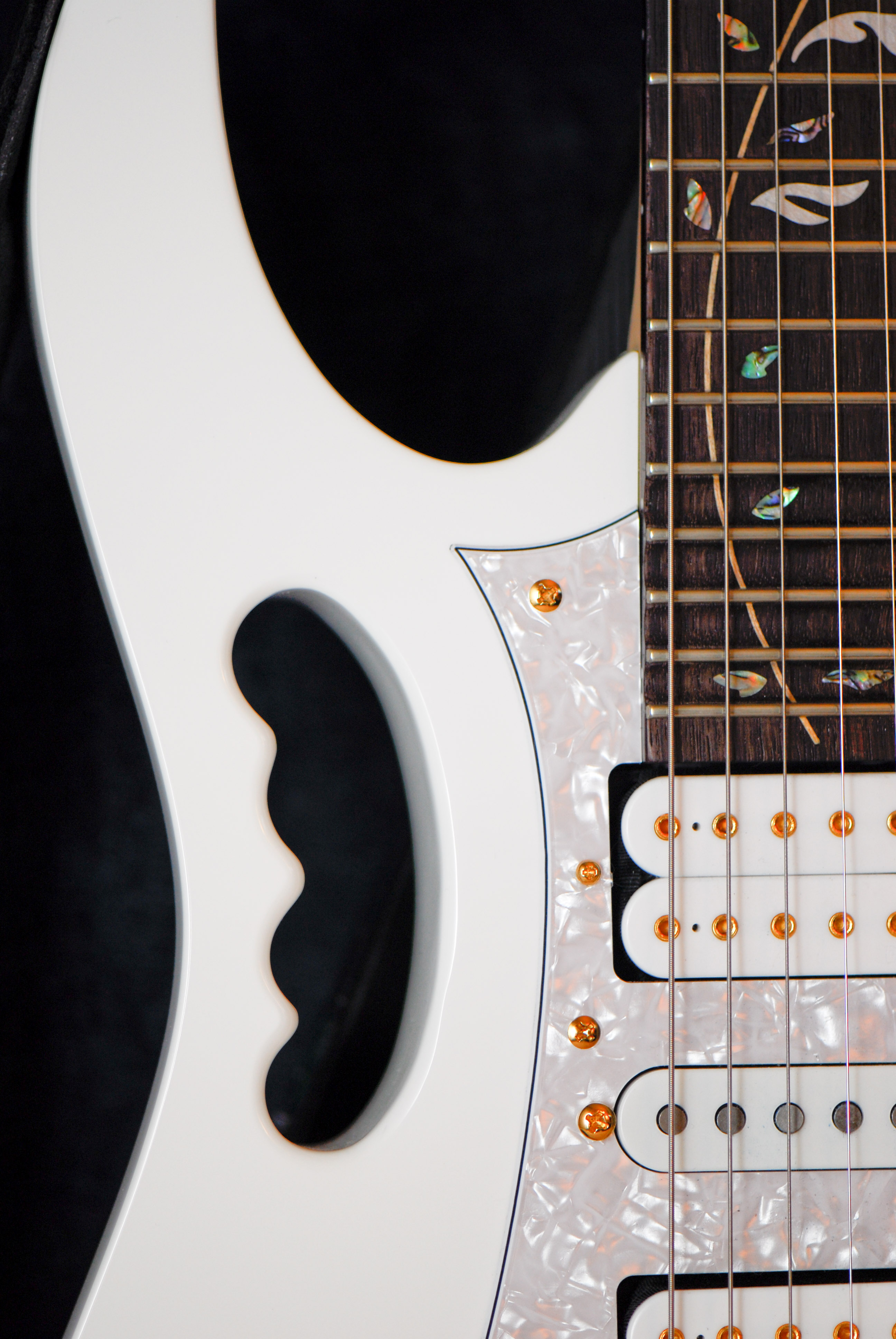
ایبانز Jem 555 v - طراحی شده و مورد استفادهٔ استیو وای

Munky (نوازندهٔ Korn) با سری اختصاصی APeX
Matt Bachand با گیتار اختصاصی MbM
Herman Li با گیتار اختصاصی E-Gen
Sam Totman با گیتار اختصاصی STM
Omar Roriguez با سری اختصاصی OMR
H. R. Giger با گیتار اختصاصی HRG
جورج بنسون با گیتار اختصاصی GB
Pat Metheny با گیتار اختصاصی PM
John Scofield با گیتار اختصاصی JSM

## نوازندگان گیتار باس
Paul Gray با گیتار اختصاصی PGB1
Sharlee D'angelo با گیتار اختصاصی SDB
Fieldy با گیتار اختصاصی K5
Paul Romanko با گیتار اختصاصی PRB
Gary Willis با سری اختصاصی GW
Mike D'Antonio با گیتار اختصاصی MDB
Dionald Tubang با گیتار اختصاصی DTB